# Предеина (деревня)
Предеина — деревня в Каргапольском районе Курганской области. Входит в состав Осиновского сельсовета.

## История
До 1917 года в составе Осиновской волости Шадринского уезда Пермской губернии. По данным на 1926 год состояла из 212 хозяйств. В административном отношении входила в состав Осиновского сельсовета Шадринского района Шадринского округа Уральской области.

## Население
| 1989 | 2002 | 2010 |
| ---- | ---- | ---- |
| 195  | ↗211 | ↘190 |

По данным переписи 1926 года в деревне проживало 1122 человека (543 мужчины и 579 женщин), в том числе: русские составляли 100 % населения.